# 伊吹一
伊吹 一（いぶき はじめ、1930年 - 1986年6月5日）は、言語心理学者。

## 来歴
北海道生まれ。1959年國學院大學大学院博士課程満期退学。國學院大學・工学院大学講師、NHK「じょうずな話し方講座」講師等を経て、NHK学園「美しい日本語講座」担当。学際教育センター理事長・学長。電話応対コンクール東京大会審査員。1986年死去。

## 著書
- 『ことばづかい特訓 美しいことば・じょうずな話し方』共文社　1970
- 『敬語学入門』新典社　1971
- 『スマートな話し方』実業之日本社・実日新書　1974
- 『暮らしの中の敬語』笠間書院　1975
- 『『ことば』のしつけ』日本書籍　1979
- 『話しことばのエチケット スピーチ編』教育出版センター　1980
- 『話しことばのエチケット 会話編』教育出版センター　サンシャインブックス　1982
- 『言葉の躾百科 人間関係を豊かにする』振学出版　1985
- 『話す技術 オシャベリから話しへのマニュアル』日本経済新聞社　ことばの訓練教室 1985

## 参考
- 『人物物故大年表』
- 『話す技術 オシャベリから話しへのマニュアル』著者紹介